# 北滩站
北滩站位于中华人民共和国甘肃省白银市靖远县北滩镇，是银兰高速铁路上的一座车站，中心里程为银兰高铁K265+738，2022年12月29日随银兰高速铁路中兰段开通而投入使用，由中国铁路兰州局集团管辖。车站规模为2台4线，是办理旅客列车的到发，通过及旅客乘降等作业的中间站。

## 车站结构
车站设侧式站台2座，到发线4条（含正线2条），有效长度为650m，兰州端设维修工区一处。